# Nicole Kidman
Nicole Mary Kidman AC (Honolulu, 20 de junho de 1967) é uma atriz e produtora australiana, nascida nos Estados Unidos, vencedora do Oscar de Melhor Atriz e de diversos outros prêmios de prestígio. Conhecida por seu trabalho em produções cinematográficas e televisivas em vários gêneros, ela tem consistentemente se classificado entre as atrizes mais bem pagas do mundo. Seus elogios incluem um Oscar, um BAFTA, dois Primetime Emmys e seis Globo de Ouro. Ela se tornou a primeira atriz australiana a receber a homenagem AFI Life Achievement Award em 2024.
A carreira cinematográfica de Kidman começou em 1983. Ela atuou em várias produções de cinema e televisão da Austrália até à sua descoberta em 1989 no suspense Dead Calm. Na sequência de vários filmes no início da década de 1990, ela ganhou reconhecimento internacional por suas performances em Days of Thunder (1990), Far and Away (1992) e Batman Forever (1995). Seguiram-se outros filmes de sucesso na década de 1990. Sua atuação no musical Moulin Rouge! (2001) fez com que ganhasse o seu segundo Globo de Ouro e a sua primeira indicação ao Oscar na categoria de melhor atriz. Seu desempenho como Virginia Woolf em The Hours (2002) foi aclamado pela crítica e Kidman ganhou o Oscar de melhor atriz em 2003.
Outros filmes notáveis da carreira de Kidman incluem To Die For (1995), Eyes Wide Shut (1999), The Others (2001), Cold Mountain (2003), The Interpreter (2005), The Golden Compass (2007) e Austrália (2008). Sua atuação em Rabbit Hole (2010) (que também produziu) fez com que fosse novamente indicada para o Oscar de melhor atriz. Em 2012, obteve a sua primeira indicação ao Prémios Emmy do Primetime de melhor atriz em minissérie ou telefilme por seu papel em Hemingway & Gellhorn. Em 2017, recebeu sua quarta indicação ao Oscar como melhor atriz coadjuvante pela sua atuação como Sue Brierley no aclamado drama biográfico Lion. Também em 2017, retornou à televisão com a série Big Little Lies da HBO, onde atuou e produziu. Seu desempenho como Celeste Wright, uma vítima de violência doméstica, foi aclamado pela crítica e Kidman ganhou dois Prémios Emmy do Primetime, um na categoria de melhor atriz em minissérie ou telefilme e outro como produtora na categoria de melhor minissérie, além do Globo de Ouro de melhor atriz em minissérie ou filme para televisão.
Kidman tem sido uma Embaixadora da Boa Vontade da UNICEF desde 1994 e para UNIFEM desde 2006. Em 2006, Kidman recebeu a Ordem da Austrália, e também foi a atriz mais bem paga na indústria do cinema. Como resultado de ter nascido de pais australianos no Havaí, Kidman tem dupla cidadania, na Austrália e nos Estados Unidos. É fundadora e dona da produtora Blossom Films.

## Biografia
Nicole Kidman, quando nasceu nos Estados Unidos, foi chamada Hōkūlani, um nome oriundo de Honolulu que significa estrela celestial. Kidman é católica praticante.
À época de seu nascimento, a família morava no Havaí, tendo logo se mudado para Washington; quando a pequena Nicole tinha três anos, os Kidman voltaram para Sydney, onde ela cresceu e começou a trabalhar como atriz nos anos de 1980.
Após uma carreira variada em cinema de televisão nos Estados Unidos e na Austrália, sempre em filmes menores, Nicole teve sua oportunidade de atuar em Dead Calm, de 1989, com Billy Zane e Sam Neill, uma história de suspense e terror sobre um casal de velejadores que resgata um sobrevivente de naufrágio em alto mar.
A partir daí, sua carreira entrou em ascensão, desde o filme do ano seguinte, Days of Thunder, passando por bons papéis em To Die For, Malice, The Peacemaker, trabalhando com seu ex-marido em Eyes Wide Shut do diretor Stanley Kubrick até estrear em filmes como Moulin Rouge e The Hours, que lhe rendeu um Oscar em 2003.
Possui uma estrela na Calçada da Fama, localizada no número 6801 do Hollywood Boulevard e por ser filha de australianos nascida no Havaí, tem dupla cidadania. Possui ascendência irlandesa, escocesa e inglesa.

### Vida profissional

#### 1983–1989: Início da carreira na Austrália

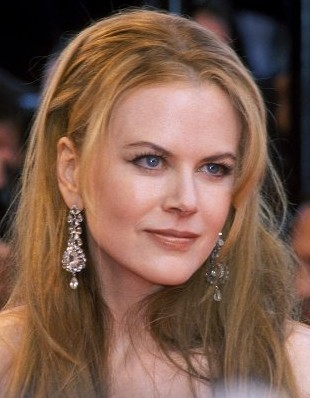
Kidman em 2001 no festival de Cannes

A primeira aparição da atriz no cinema foi em 1983 aos 15 anos, no vídeo musical de Pat Wilson para a música "Bop Girl". Até ao final do ano teve um papel coadjuvante na série de televisão Five Mile Creek e mais quatro papéis no cinema, incluindo BMX Bandits e Bush Christmas. Durante os anos 1980, ela apareceu em várias produções da Austrália, incluindo a novela A Country Practice , as minisséries Vietnã (1986), Emerald City (1988), e Bangkok Hilton (1989).

#### 1989–1995: Descoberta e primeiras aparições
Em 1989, Kidman estreou em Dead Calm como Rae Ingram, a esposa do oficial da Marinha John Ingram (Sam Neill) em cativeiro pelo psicopata Hughie Warriner (Billy Zane), numa viagem de iate pelo oceano Pacífico. O thriller recebeu opiniões fortes, a revista Variety, comentou: "Ao longo do filme, Kidman é excelente. Ela dá o carácter de rara tenacidade real e energia". Enquanto isso, o crítico Roger Ebert salientou a excelente química entre os fios, afirmando: "… Kidman e Zane geram cenas reais, o ódio palpável nas suas cenas juntos. Em 1990, a atriz apareceu ao lado de Tom Cruise em Days of Thunder, e novamente em Far and Away (1992), dirigido por Ron Howard. Em 1995, apareceu em Batman Forever.

## Imagem pública
Foi nomeada quatro vezes como uma  das pessoas mais bonitas do mundo pela revista People, em 1996, 1999, 2002 e 2004.
Em 2002, Kidman apareceu pela primeira vez em uma lista australiana das pessoas mais ricas, publicada anualmente no Business Review Weekly com um líquido estimado de A$$ 122 milhões de dólares. Na lista publicada de 2011, a riqueza de Kidman foi estimado em A$$ 304 milhões dólares, abaixo dos 329 000 mil dólares americanos em 2010.

### Outros projetos
Kidman tem levantado dinheiro e chamado a atenção para as crianças desfavorecidas em todo o mundo. Em 1994, foi nomeada embaixadora da Fundo das Nações Unidas para a Infância, a UNICEF e em 2004, ela foi homenageada como "Cidadão do Mundo" pelas Nações Unidas.
Kidman se juntou à campanha "T-Shirt" para o tratamento do câncer de mama para projetar camisetas ou coletes para arrecadar dinheiro para combater a doença; motivada pela própria batalha de sua mãe com câncer de mama em 1984.

## Filmografia

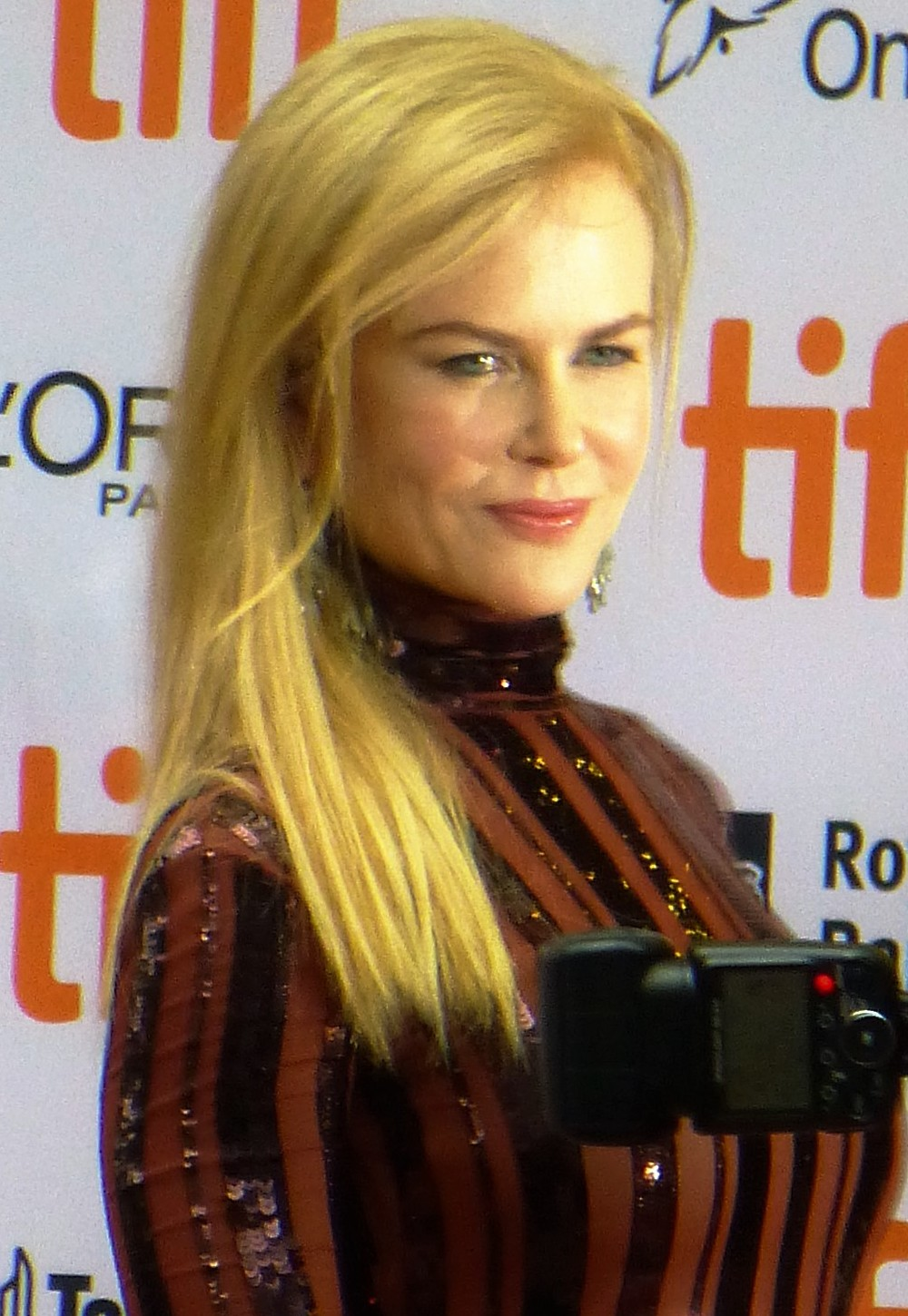
Kidman no TIFF de 2016

| Ano       | Título                                     | Papel                   | Nota                              |
| --------- | ------------------------------------------ | ----------------------- | --------------------------------- |
| 1983      | BMX Bandits                                | Judy                    |                                   |
| 1983      | Bush Christmas                             | Helen                   |                                   |
| 1983      | Five Mile Creek                            | Annie                   | série de TV                       |
| 1983      | Skin Deep                                  | Sheena Henderson        | filme para a TV                   |
| 1983      | Chase Through the Night                    | Petra                   | filme para a TV                   |
| 1984      | Matthew and Son                            | Bridget Elliot          | filme para a TV                   |
| 1984      | Wills & Burke                              | Julia Matthews          |                                   |
| 1985      | Archer's Adventure                         | Catherine               | filme para a TV                   |
| 1985      | Winners                                    | Carol Trig              | série de TV - 1º episódio         |
| 1986      | Windrider                                  | Jade                    |                                   |
| 1987      | Watch the Shadows Dance                    | Amy Gabriel             |                                   |
| 1987      | The Bit Part                               | Mary McAllister         |                                   |
| 1987      | Room to Move                               | Carol Trig              | minissérie de TV                  |
| 1987      | An Australian in Rome                      | Jill                    | filme para a TV                   |
| 1987      | Vietnam                                    | Megan Goddard           | minissérie de TV                  |
| 1988      | Emerald City                               | Helen                   |                                   |
| 1989      | Dead Calm                                  | Rae Ingram              |                                   |
| 1989      | Bangkok Hilton                             | Katrina Stanton         | minissérie de TV                  |
| 1990      | Days of Thunder                            | Drª. Claire Lewicki     |                                   |
| 1991      | Flirting                                   | Nicola                  |                                   |
| 1991      | Billy Bathgate                             | Drew Preston            |                                   |
| 1992      | Far and Away                               | Shannon Christie        |                                   |
| 1993      | Malice                                     | Tracy Kennsinger        |                                   |
| 1993      | My Life                                    | Gail Jones              |                                   |
| 1995      | To Die For                                 | Suzanne Stone Maretto   |                                   |
| 1995      | Batman Forever                             | Drª. Chase Meridian     |                                   |
| 1996      | The Portrait of a Lady                     | Isabel Archer           |                                   |
| 1997      | The Peacemaker                             | Drª. Julia Kelly        |                                   |
| 1998      | Practical Magic                            | Gillian Owens           |                                   |
| 1999      | Eyes Wide Shut                             | Alice Harford           |                                   |
| 2001      | Moulin Rouge!                              | Satine                  |                                   |
| 2001      | The Others                                 | Grace Stewart           |                                   |
| 2001      | Birthday Girl                              | Sophia/Nadia            |                                   |
| 2002      | The Hours                                  | Virginia Woolf          |                                   |
| 2003      | Dogville                                   | Grace Margaret Mulligan |                                   |
| 2003      | The Human Stain                            | Faunia Farley           |                                   |
| 2003      | Cold Mountain                              | Ada Monroe              |                                   |
| 2004      | The Stepford Wives                         | Joanna Eberhart         |                                   |
| 2004      | Birth                                      | Anna                    |                                   |
| 2005      | The Interpreter                            | Silvia Broome           |                                   |
| 2005      | Bewitched                                  | Isabel Bigelow/Samantha |                                   |
| 2006      | Fur - An Imaginary Portrait of Diane Arbus | Diane Arbus             |                                   |
| 2006      | Happy Feet                                 | Norma Jean              | Voz                               |
| 2007      | The Invasion                               | Drª. Carol Bennell      |                                   |
| 2007      | Margot at the Wedding                      | Margot                  |                                   |
| 2007      | The Golden Compass                         | Marisa Coulter          |                                   |
| 2008      | Australia                                  | Lady Sarah Ashley       |                                   |
| 2009      | Nine                                       | Claudia Jenssen         |                                   |
| 2010      | Rabbit Hole                                | Becca Corbett           |                                   |
| 2011      | Just Go with It                            | Devlin Adams            |                                   |
| 2011      | Trespass                                   | Sarah                   |                                   |
| 2012      | Hemingway & Gellhorn                       | Martha Gellhorn         |                                   |
| 2012      | The Paperboy                               | Charlotte Bless         |                                   |
| 2013      | Stoker                                     | Evelyn Stoker           |                                   |
| 2013      | The Railway Man                            | Patti Lomax             |                                   |
| 2014      | Before I Go to Sleep                       | Christine Lucas         |                                   |
| 2014      | Grace of Monaco                            | Grace Kelly             | Filme para televisão              |
| 2014      | Paddington                                 | Millicent               |                                   |
| 2015      | Queen of the Desert                        | Gertrude Bell           |                                   |
| 2015      | Strangerland                               | Catherine Parker        |                                   |
| 2015      | The Family Fang                            | Annie Fang              |                                   |
| 2015      | Secret in Their Eyes                       | Claire Sloane           |                                   |
| 2016      | Genius                                     | Aline Bernstein         |                                   |
| 2016      | Lion                                       | Sue Brierley            |                                   |
| 2017–2019 | Big Little Lies                            | Celeste Wright          | 14 episódios; produtora executiva |
| 2017      | The Beguiled                               | Martha Fansworth        |                                   |
| 2017      | How to Talk to Girls at Parties            | Rainha Boadicea         |                                   |
| 2017      | The Killing of a Sacred Deer               | Anna Murphy             |                                   |
| 2018      | Boy Erased                                 | Nancy Conley            |                                   |
| 2018      | Aquaman                                    | Rainha Atlanna          |                                   |
| 2018      | Destroyer                                  | Erin Bell               |                                   |
| 2019      | The Goldfinch                              | Samantha Barbour        |                                   |
| 2019      | Bombshell                                  | Gretchen Carlson        |                                   |
| 2020      | The Undoing                                | Grace Sachs             | Minissérie; produtora executiva   |
| 2020      | The Prom                                   | Angie Dickinson         |                                   |
| 2020      | Being the Ricardos                         | Lucille Ball            |                                   |
| 2022      | The Northman                               | Rainha Gudrún           |                                   |
| 2024      | A Family Affair                            | Brooke Harwood          |                                   |
| 2024      | Babygirl                                   | Romy                    |                                   |

## Discografia

### Singles
| Ano  | Single                                 | Álbum                                                |
| ---- | -------------------------------------- | ---------------------------------------------------- |
| 2001 | Somethin' Stupid feat. Robbie Williams | Swing When You're Winning                            |
| 2001 | Come What May feat. Ewan McGregor      | Moulin Rouge: Music From Baz Luhrmann's Film         |
| 2002 | One Day I'll Fly Away                  | Moulin Rouge, Vol. 2: Music From Baz Luhrmann's Film |

### Outras músicas
| Ano  | Música | Álbum                                                |
| ---- | --- | ---------------------------------------------------- |
| 2001 | Sparkling Diamonds feat. Jim Broadbent, Caroline O'Connor, Natalie Mendoza & Lara Mulcahy                                                                | Moulin Rouge: Music From Baz Luhrmann's Film         |
| 2001 | Elephant Love Medley feat. Ewan McGregor & Jamie Allen                                                                                                   | Moulin Rouge: Music From Baz Luhrmann's Film         |
| 2001 | Hindi Sad Diamonds feat. John Leguizamo & Alka Yagnik | Moulin Rouge: Music From Baz Luhrmann's Film         |
| 2002 | The Pitch (Spectacular Spectacular) feat. Ewan McGregor, Jim Broadbent, Jacek Koman, John Leguizamo, Garry MacDonald, Richard Roxburgh & Matthew Whittet | Moulin Rouge, Vol. 2: Music From Baz Luhrmann's Film |
| 2002 | The Show Must Go On (Original Film Version) feat. Jim Broadbent & Anthony Weigh                                                                          | Moulin Rouge, Vol. 2: Music From Baz Luhrmann's Film |
| 2006 | Kiss Mash-up With Heartbreak Hotel mash-up com Hugh Jackman                                                                                              | Happy Feet (Music From The Motion Picture)           |
| 2009 | Unusual Way | Nine (Original Motion Picture Soundtrack)            |